# The Flash in the Night
Pour plus de détails, voir Fiche technique et Distribution.
The Flash in the Night est un film muet américain réalisé par Kenean Buel et sorti en 1911.

## Fiche technique
- Titre : The Flash in the Night
- Réalisation : Kenean Buel
- Scénario : J.P. McGowan
- Société de production : Kalem Company
- Société de distribution : General Film Company
- Genre : Film policier
- Date de sortie :
  - États-Unis : 20 décembre 1911

## Distribution
- Anna Q. Nilsson : Kate
- Guy Coombs : Tom